# Push-to-Talk over Satellite
Push-to-Talk over Satellite, abgekürzt PTToS oder PoS, ist eine proprietäre Form der satellitengestützten Gruppen-Sprachkommunikation per Knopfdruck (Push-to-Talk). Sie wird von Netzbetreibern wie Iridium Communications und Inmarsat in unterschiedlichen technischen Ausprägungen angeboten. Beide Systeme sind nicht interoperabel.

## Technischer Hintergrund
PTToS basiert auf dem Push-to-Talk-Prinzip, bekannt aus dem Betriebsfunk, und überträgt Sprache im Halb-Duplex-Modus über Satellitenkommunikation. Im Gegensatz zu Push-to-Talk over Cellular (PoC), das auf IP-basierten Mobilfunknetzen und offenen Standards wie OMA PoC aufbaut, ist PTToS durch proprietäre Netz- und Gerätearchitekturen gekennzeichnet.
Je nach Anbieter erfolgt die Kommunikation entweder über ein LEO-Satellitennetz (bei Iridium) oder über geostationäre Satelliten (bei Inmarsat). Sprachdaten werden typischerweise mit dem Codec AMBE bei etwa 2400 Bit/s komprimiert, wie er auch in Satellitentelefonen von Iridium, Inmarsat und Thuraya verwendet wird. Die Steuerung erfolgt über Gruppenkennungen, sogenannte Talkgroups.

## Iridium PTT und K-Funk:PoS
Iridium Communications betreibt ein weltumspannendes LEO-Satellitennetz mit polarer Abdeckung. Der Dienst Iridium Push-to-Talk (Iridium PTT) ermöglicht verschlüsselte Gruppenkommunikation mit geringer Latenz (< 1 s). Talkgroups, Regionen und Zugriffsrechte werden über ein webbasiertes Command Center verwaltet.
Die Kommunikation erfolgt dabei vollständig innerhalb des Iridium-Satellitennetzwerks. Anders als bei geostationären Systemen wird keine Bodenstation als Relais benötigt – stattdessen wird die Verbindung satellitenbasiert über sogenannte Crosslinks vermittelt.
In Deutschland wurde das System unter dem Namen K-Funk:PoS von der Firma abel&käufl mobilfunkhandels GmbH für den Einsatz bei Behörden und Organisationen mit Sicherheitsaufgaben (BOS), im Zivilschutz und bei Betreibern Kritischer Infrastrukturen weiterentwickelt. Neben organisationsinternen Sprechgruppen werden auch organisationsübergreifende Gruppen wie „KatS_DE“, „KRITIS_DE“ oder „KatS_AT“ angeboten, um föderale und sektorübergreifende Kommunikation im Ereignisfall zu ermöglichen.
Zum Einsatz kommen Endgeräte wie das Iridium Extreme PTT oder das Icom IC-SAT100, die über L-Band direkt mit dem Satellitennetz kommunizieren. K-Funk:PoS orientiert sich in der Bedienstruktur an der Funkrufnamenrichtlinie und den konventionellen TETRA-Funkstrukturen in Deutschland.

## Inmarsat-basierte Push-to-Talk-Dienste
Inmarsat bietet über Dienste wie BGAN oder FleetBroadband ebenfalls Push-to-Talk-ähnliche Funktionen an, jedoch meist als Bestandteil breiterer IP-Kommunikationspakete. Diese Systeme nutzen geostationäre Satelliten im Ka- oder L-Band und sind in ihrer Funktionalität eingeschränkter. Eine Integration in bestehende BOS- oder KRITIS-Strukturen findet nicht statt. Die Dienste sind primär für den maritimen und industriellen Bereich ausgelegt.

## Unterschiede zwischen Iridium und Inmarsat
| Merkmal           | Iridium PTT / K-Funk:PoS                        | Inmarsat PTT-ähnlich                     |
| ----------------- | ----------------------------------------------- | ---------------------------------------- |
| Netztyp           | LEO-Satelliten                                  | GEO-Satelliten                           |
| Abdeckung         | Global inkl. Polarregionen                      | Vorwiegend zwischen 70°N und 70°S Breite |
| Latenz            | < 1 Sekunde                                     | ca. 0,5 Sekunden pro Richtung            |
| Interoperabilität | Iridium-Kosmos, keine Schnittstelle zu Inmarsat | Nur innerhalb der Inmarsat-Systeme       |
| Sicherheit        | AES-256-Verschlüsselung                         | Anbieterabhängig, teils unverschlüsselt  |
| Gruppenkonzept    | Talkgroups mit zentralem Management             | zumeist individuell oder per Applikation |
| Zielgruppen       | BOS, KRITIS, ZMZ, militärische Nutzer           | Industrie, Schifffahrt, Unternehmen      |

## Anwendungsszenarien
PTToS wird insbesondere dort eingesetzt, wo keine terrestrische Infrastruktur verfügbar ist oder diese ausgefallen ist. Typische Anwendungsbereiche sind:
- Führungskräfte in Katastrophenschutzeinheiten
- Zivilschutz und ZMZ (Zivil-Militärische Zusammenarbeit)
- Betreiber Kritischer Infrastrukturen
- multinationale Übungen oder LÜKEX-Szenarien
- BOS-Einheiten mit Bedarf an redundanter Weitverkehrskommunikation